# وانه خچومیان

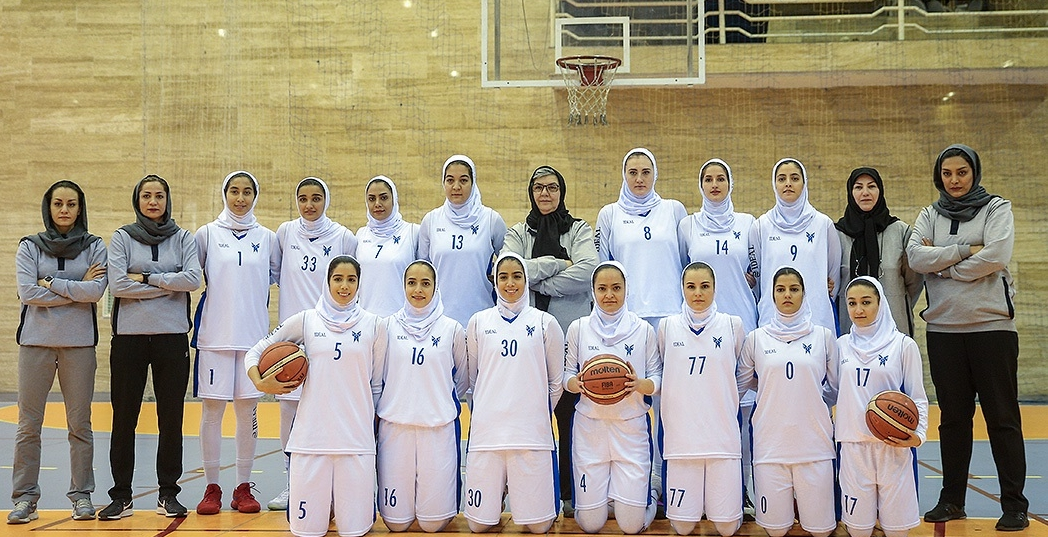
وانه (نفر سوم از راست ردیف جلو) به همراه تیم دانشگاه آزاد قهرمان لیگ ۱۳۹۷.

وانه خچومیان (به ارمنی: վանէ Խեչումյան)؛ بازیکن بسکتبال ارمنی‌تبار اهل ایران است. وی عضو تیم ملی بسکتبال زنان ایران می‌باشد. وی با اینکه مسلمان نیست، به خاطر مشکل حجاب لباس تیم ملی برای سال‌ها نتوانست در مسابقات بین‌المللی شرکت کند. وانه عضو باشگاه بسکتبال آرارات تهران می‌باشد.  وی در سال ۱۳۹۳ به همراه آرارات  قهرمان سیزدهمین دوره و به همراه تیم دانشگاه آزاد قهرمان یازدهمین دوره در سال ۱۳۹۱ و هفدهمین دوره لیگ برتر در سال ۱۳۹۷ شد.

## افتخارات
در سطح باشگاهی
- قهرمانی لیگ ۱۳۹۳ همراه با آرارات[۵]، لیگ ۱۳۹۷ و لیگ ۱۳۹۱ با دانشگاه آزاد